# William Frank Carver

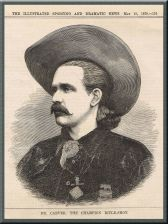
William Frank Carver (1879)

William Frank (Doc) Carver (* 1840 in Winslow; † 1927) war ein US-amerikanischer Büffeljäger und Betreiber einer Wild-West-Show.

## Leben
Im Alter von 17 Jahren verließ Carver seine Heimatstadt Winslow und zog nach Minnesota, wo sein Großvater gelebt hatte. In den folgenden Jahren erregte er bei den Sioux und Pawnee in seiner Umgebung Staunen durch seine Treffsicherheit beim Schießen. Der Stamm der Santee gab ihm den Beinamen „Spirit Gun“.
Später, im Alter von 35 oder 36 Jahren, zog Carver nach Kalifornien und schloss sich Personen wie Buffalo Bill, Wild Bill Hickok, Phil Sheridan etc. an. Seiner eigenen Einschätzung nach erlegte er in seiner Zeit als Büffeljäger ungefähr 30.000 Tiere. Dann stellte er fest, dass mit Schießwettbewerben viel Geld zu verdienen war, und verlegte sich auf dieses Geschäft. Ab 1877 forderte er nach und nach die Konkurrenz in den ganzen USA und dann in Europa heraus. Geschossen wurde auf Glaskugeln ebenso wie auf lebende Vögel. Schließlich sprach sich Carver selbst den Titel eines Weltchampions zu. 
Der Fürst von Wales, höchst angetan von Carvers Vorführungen, verlieh ihm eine Medaille. Auf eine Wette des Prinzen hin stellte Carver einen neuen Rekord auf: In elf Minuten traf er 153 Glaskugeln in Folge. 1883 lieferte er sich mit seinem Konkurrenten Adam Henry Bogardus einen 25-teiligen Wettkampf. Bei 19 der 25 Kämpfe gewann er, drei gingen unentschieden aus und bei dreien verlor er. 

## Carvers Wildwestshow

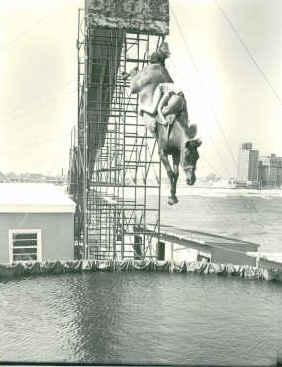
Oscar Smith bei seinem Todessprung

Einen Teil des auf der Europatour 1882 eingenommenen Geldes benutzte Carver, um zusammen mit Bill Cody eine Wildwestshow auf die Beine zu stellen. Er investierte etwa 27.000 Dollar in dieses Unternehmen, von dem er in den letzten drei Jahrzehnten seines Lebens lebte. Zu den Sensationen, die er vorführte, gehörten Pferde und Elche, die von einem Turm aus in ein Bassin sprangen und tauchten. Sie wurden vor allem von seiner Tochter und seiner Schwiegertochter vorgeführt. 1907 ließ sich The Great Carver Show im Electric Park in San Antonio in Texas nieder. 
Die Sprünge mit den Pferden von einem vierstöckigen Turm in ein tiefes Becken, das sogenannte Diving horse (zu deutsch tauchendes Pferd), waren nicht ungefährlich. Die Zeitung Light war innerhalb kürzester Zeit ausverkauft, als sie den Schnappschuss vom tödlichen Unfall des jungen Reiters Oscar Smith am 17. Februar 1907 publizierte, den der Reporter C. J. Overman aufgenommen hatte. 1931 ereignete sich ein weiterer schwerer Unfall. Die Show war nach Carvers Tod von dessen Sohn Al weitergeführt worden und nach Atlantic City in den Vergnügungspark Steel Pier umgezogen. Dort verunglückte Doc Carvers Schwiegertochter Sonora bei einem Sprung mit dem Pferd Red Lips. Obwohl sie durch den Unfall erblindete, absolvierte Sonora Webster weiterhin die Turmsprünge auf dem Pferderücken, bis 1941 der Zweite Weltkrieg für eine Unterbrechung sorgte. Der Showbetrieb wurde später wieder aufgenommen, in den 1950er Jahren im Fernsehen gezeigt und bis in die 1970er Jahre weitergeführt. Dann sorgten Tierrechtler dafür, dass die Tauchvorführungen eingestellt wurden. 1991 wurde Sonora Websters Leben von der Disney Company verfilmt; der Film trug den Titel Wild Hearts Can't Be Broken.

## Carver in der Literatur
William Frank Carver wird in Theodor Fontanes Roman Der Stechlin erwähnt. „Ich kann es nur vergleichen mit Mr. Carver, dem bekannten Mr. Carver, von dem Sie gewiß einmal gelesen haben, der in der Sekunde drei Glaskugeln wegschoß. Und so immerzu, viele Hundert“, sagt Hauptmann von Czako dort im dritten Kapitel zu seiner Tischdame, als er über die Rattenjagd in den Katakomben von Paris erzählt.